# Androlyperus incisus
Androlyperus incisus är en skalbaggsart som beskrevs av Schaeffer 1906. Androlyperus incisus ingår i släktet Androlyperus och familjen bladbaggar. Inga underarter finns listade i Catalogue of Life.